# John Elliott (boxare)
John "Jack" Elliott, född 12 oktober 1901 i Hoxton, död 3 juli 1945 i Balikpapan, var en brittisk boxare.
Elliott blev olympisk silvermedaljör i mellanvikt i boxning vid sommarspelen 1924 i Paris.